# Station Wrocław Zachodni
Station Wrocław Zachodni is een spoorwegstation in de Poolse plaats Wrocław.